# Defileul Vasileuți
Defileul Vasileuți (în ucraineană Василівський яр) este o rezervație peisagistică de importanță locală din raionul Secureni, regiunea Cernăuți (Ucraina), situată la vest de satul Vasileuți. Este administrat de întreprinderea de stat „Silvicultura Secureni” (parcelele 6, 7, 14-19, 72).
Suprafața ariei protejate constituie 497 de hectare și a fost înființată în anul 1994 prin decizia consiliului regional. Statutul a fost acordat pentru a păstra peisajul natural din partea nistreană a regiunii Cernăuți cu păduri pe versanții abrupți ai defileului. Există valoroase formațiuni geologice și geomorfologice.